# Milena Todorič Toplišek
Milena Todorić Toplišek, slovenska arhitektka, * 1959, Stinica (Hrvaška).
Bila je avtorica ali sodelavka v projektih:
- Fasada Pivovarne Union, Ljubljana
- Prodajno-servisni center Opel, Kranj
- Avtoemona poslovni objekt C, Ljubljana
- Prenova in adaptacija kompleksa Mladike, Ljubljana
- Osnovna šola Drska, Novo Mesto